# Prothymidia
Prothymidia es un género de coleópteros adéfagos de la familia Carabidae.

## Especies
Contiene las siguientes especies:
- Prothymidia angusticollis (Boheman, 1848)
- Prothymidia foveicollis (W. Horn, 1913)
- Prothymidia gemmipravata (W. Horn, 1914)
- Prothymidia kehmiini Werner, 2003
- Prothymidia putzeysi (W. Horn, 1900)
- Prothymidia sibyllae Schule, 2003
- Prothymidia vuilletorum (W. Horn, 1914)